# Thomas Eriksson (journalist)
Carl Arne Thomas Eriksson, född 10 juni 1983 i Lyse församling, Lysekils kommun, är en svensk journalist och mediechef. 

## Biografi
Eriksson var med vid starten av Bingo Rimérs tidning Moore Magazine år 2003 och var även tidningens chefredaktör 2006–2007, varefter han lämnade tidningen. Han har därefter varit redaktör på Aftonbladet. Han hade även andra uppdrag inom Schibstedkoncernen och deltog i starten av nyhetstjänsten Omni.
År 2015 gick Eriksson över till Egmont Publishing där han blev digital förlagsredaktör med ansvar för olika webbplatser. År 2017 blev han digitalchef på Egmont.
Eriksson var från januari 2018 publisher för Metro i Sverige. Han lämnade Metro i augusti 2019 när tidningen lades ner som journalistisk produkt. År 2021 angavs han arbeta med en ny journalistisk satsning.
I juni 2023 meddelades det att Eriksson anslutit sig till Camilla Bergmans mediesatsning Loop som medgrundare, delägare och produktchef.